# ノーベル (オンタリオ州)
ノーベル（英：Nobel）はカナダ・オンタリオ州のパリーサウンド地区、マクドゥーガルの町にあった村。パリーサウンドの町からハイウェイ69号線（Highway 69）に沿ってすぐ北に位置する。
20世紀に起きた大戦の間、この村には爆薬や軍需品を生産する工場があり、ダイナマイトの発明で知られるアルフレッド・ノーベルの名を取って名付けられた。
この村には戦後まで、オレンダ・エアロスペース（Orenda Aerospace）の工場があり、開発プロジェクトがディーフェンベーカー政権によって中止されるまでCF-105（アロー）に搭載されるエンジンの開発が行われたことで知られる。
1877年に村が起こり、第一次世界大戦の後、多くの工場が解体され人口の落ち込みを見せたが、第二次世界大戦には爆薬の生産に4,000人以上もの人手が必要となり人口が再び盛り返す。終戦後、CF-105の開発プロジェクトが中止された途端、ゴーストタウンと化した。